# Харгейса
Харгейса (на сомалийски: Hargeysa) е главен град и столица на непризнатата държава Сомалиленд, де юре част от Сомалия. Градът е разположен в западната част на Сомалиленд, в областта Маруди Йекс.

## Население
Населението на града е около 800 000 души.

## Фотогалерия
- Изглед към Харгейса
- Летището